# Leucochrysa caucella
Leucochrysa caucella är en insektsart som beskrevs av Banks 1910. Leucochrysa caucella ingår i släktet Leucochrysa och familjen guldögonsländor. Inga underarter finns listade i Catalogue of Life.